# Black Athena
Black Athena: The Afroasiatic Roots of Classical Civilization (deutsch: Schwarze Athene. Die afroasiatischen Wurzeln der griechischen Antike) ist ein dreibändiges Werk von Martin Bernal aus den Jahren 1987, 1991 und 2006. In Black Athena stellt er die umstrittene Hypothese auf, dass sich die Kultur des antiken Griechenlands von den Kulturen der Phönizier und Ägypter ableitet. Damit würde der Ursprung der westlichen Zivilisation im vorderasiatischen und nordafrikanischen Raum liegen und nicht wie bisher angenommen in Europa.

## Inhalt
Martin Bernal (1937–2013) war kein Althistoriker, er hatte über die Geschichte des chinesischen Sozialismus promoviert und war Professor für Politikwissenschaft und Nahoststudien an der Cornell University. Bei der Schwarzen Athene versucht er, kulturelle Einflüsse auf der sprachlichen Ebene nachzuweisen, während er archäologische Beweise und historische Berichte bis zu einem gewissen Grad verwirft.
Bernal zufolge gibt es zwei Haupttheorien über den Ursprung der griechischen Zivilisation: das „arische Modell“ und das „phönizische Modell“. Laut dem arischen Modell wurde Griechenland von Nordwesten aus besiedelt, die Einwanderer stammten also aus dem zentralen Europa. Dieses Modell unterteilt Bernal in zwei Fassungen, die „starke“ und die „schwache“ Version. Die starke Version besagt, dass Griechenland vor der Einwanderung durch die Arier unbesiedelt war, die schwache Version geht davon aus, dass es eine einheimische Bevölkerung gab.
Bernal weist das arische Modell wegen fehlender Beweise zurück. Er zitiert griechische Historiker, um zu belegen, dass die Zeitgenossen von Sokrates, Platon und Aristoteles der Meinung waren, dass die Phönizier Griechenland kolonisierten. Darauf aufbauend stellt er die Hypothese auf, dass die Einwanderer aus dem Norden auf eine phönizische Kolonie trafen, mit der sie sich vermischten. Zusätzlich bemüht er sich zu belegen, dass die Ägypter und Phönizier hauptsächlich afrikanischen und nicht mediterranen Ursprungs waren.

## Forschungskontext
Mit den Ariern sind hier die frühen Indogermanen gemeint. Der Begriff „Arya-“ ist nur im indo-iranischen Bereich als Selbstbezeichnung belegt; die weitere Verwendung beruht auf nicht mehr akzeptierten etymologischen Deutungen und wird daher unter Fachleuten mittlerweile vermieden. Ebenfalls veraltet ist die Meinung, die Ursprünge der Indogermanen seien in Mitteleuropa zu suchen; sie werden heute weiter östlich vermutet. Zur griechischen Ethnogenese: Heutzutage ist die gängigste Annahme diejenige, dass es eine einheimische Bevölkerung auf der Balkanhalbinsel gab, und Spuren vorindogermanischer Substratsprachen im antiken Griechenland fortdauern. Die minoische Kultur gilt heutzutage meistens als vorindogermanisch, die frühkykladische und frühhelladische Kultur sowie Zypern vor der Spätbronzezeit werden ebenfalls mehrheitlich als vorindogermanisch angesehen. Die vorherrschende Meinung ist diejenige, dass die Griechen als Resultat der Vermischung einer einheimischen Bevölkerungsschicht mit indogermanischen Einwanderern (deren Sprache sich unter dem Einfluss der einheimischen Substratsprachen allmählich zur griechischen entwickelte) wohl im Laufe des 2. vorchristlichen Jahrtausends entstanden sind, und dann erst phönizische Einflüsse wirksam wurden.

## Kritik und wissenschaftliche Bewertung
Bernals Thesen werden von der Wissenschaft stark kritisiert und teilweise als pseudowissenschaftlich abgelehnt. Historiker und Archäologen weisen u. a. darauf hin, dass es keine archäologischen Beweise für altägyptische Siedlungen auf dem griechischen Festland oder den Inseln der Ägäis gibt. Ebenso würden Bernals Schlussfolgerungen stark auf altgriechische Mythen und Spekulationen zurückgreifen, während archäologische Funde, linguistische und historische Daten ignoriert würden.
Ebenso wurde dem Autor vorgeworfen, mit seinem Werk unter anderem überkommene Diskurse über Rasse, Herkunft und Ursprungsmythen zu befördern und selbst ideologische und politische Motive zu verfolgen, um die modernen umstrittenen Theorien des Afrozentrismus zu untermauern.

## Ausgaben
Englisch
Band 1:
- Black Athena. The Afroasiatic Roots of Classical Civilization Rutgers University Press (1987) ISBN 0-8135-1277-8)
- Black Athena. Afro-Asiatic Roots of Classical Civilization. The Fabrication of Ancient Greece, 1785–1985 Vol 1 (Paperback) Vintage; New Ed edition (21 Nov 1991) ISBN 978-0-09-988780-5
- Black Athena. Afro-Asiatic Roots of Classical Civilization. The Fabrication of Ancient Greece, 1785–1985 Vol 1 (Paperback) Free Association Books (29 Nov 2004) ISBN 978-0-946960-56-9

Band 2:
- Black Athena. Afro-Asiatic Roots of Classical Civilization. The Archaeological and Documentary Evidence Vol 2 (Paperback) Publisher: Free Association Books (1 Jan 1991) ISBN 978-1-85343-054-1
- Black Athena. The Afroasiatic Roots of Classical Civilization Vol 2 (Hardcover) Rutgers University Press (Jul 1991) ISBN 978-0-8135-1584-7

Band 3:
- Black Athena. The Afroasiatic Roots of Classical Civilization, Volume III: The Linguistic Evidence Vol 3 (Hardcover) Rutgers University Press (25 Nov 2006) ISBN 978-0-8135-3655-2
- Black Athena. The Afroasiatic Roots of Classical Civilization, Volume III: The Linguistic Evidence Free Association Books (1 Feb 2006) ISBN 978-1-85343-799-1

Deutsch
- Übersetzung von Joachim Rehork: Schwarze Athene. Die afroasiatischen Wurzeln der griechischen Antike. Wie das klassische Griechenland „erfunden“ wurde. Verlag List, München 1992, ISBN 3-471-77170-0